# Lookout Records
Lookout Records va ser una discogràfica californiana independent centrada en el punk rock, inicialment amb seu a Laytonville però després traslladada a Berkeley. Fundat el 1987, el segell és conegut per haver publicat l'únic àlbum d'Operation Ivy, Energy, i els primers dos àlbums de Green Day, 39/Smooth i Kerplunk.
Després de la marxa del cofundador Larry Livermore el 1997, Loockout Records es va apartar de l'«East Bay sound» sense igualar l'èxit inicial. El 2005, el segell es va trobar amb dificultats financeres després que diversos artistes destacats rescindissin els drets sobre els seus treballs. Després d'una època d'operacions poc rendibles, Loockout Records plegà a principis del 2012.